# Nuoto ai Giochi della XXX Olimpiade - Staffetta 4x100 metri stile libero maschile
La gara della Staffetta 4x100 metri stile libero maschile dei Giochi di Londra 2012 si è tenuta il 29 luglio. Le batterie di qualificazione si sono svolte al mattino mentre la finale è stata disputata nella sessione serale.
La Francia ha conquistato il titolo olimpico della specialità per la prima volta nella storia.

## Record
Prima della competizione il record mondiale e olimpico era il seguente:
| Record mondiale · Record olimpico | 3'08"24 | Stati Uniti Michael Phelps (47"51) Garrett Weber-Gale (47"02) Cullen Jones (47"65) Jason Lezak (46"06) | 11 agosto 2008 Pechino, Cina |

Durante la competizione tale record non è stato migliorato.

## Risultati

### Batterie
| Pos. | Nazione       | Atleti                                                                                              | Tempo   | Batt. | Corsia | Note             |
| ---- | ------------- | --------------------------------------------------------------------------------------------------- | ------- | ----- | ------ | ---------------- |
| 1    | Australia     | Cameron McEvoy (48"94) James Roberts (48"22) Tommaso D'Orsogna (47"78) James Magnussen (47"35)      | 3'12"29 | 2     | 4      | Q                |
| 2    | Stati Uniti   | Jimmy Feigen (48"49) Matt Grevers (47"54) Ricky Berens (48"52) Jason Lezak (48"04)                  | 3'12"59 | 2     | 5      | Q                |
| 3    | Russia        | Andrej Grečin (48"19) Evgenij Lagunov (48"34) Sergej Fesikov (48"68) Nikita Lobincev (47"56)        | 3'12"77 | 2     | 3      | Q                |
| 4    | Francia       | Amaury Leveaux (48"61) Alain Bernard (48"31) Clément Lefert (48"14) Jérémy Stravius (48"32)         | 3'13"38 | 1     | 4      | Q                |
| 5    | Germania      | Benjamin Starke (48"96) Markus Deibler (47"99) Christoph Fildebrandt (48"44) Marco di Carli (48"12) | 3'13"51 | 2     | 6      | Q,               |
| 6    | Belgio        | Dieter Dekoninck (48"79) Jasper Aerents (48"58) Emmanuel Vanluchene (48"55) Pieter Timmers (47"97)  | 3'13"89 | 2     | 2      | Q,               |
| 7    | Sudafrica     | Roland Schoeman (49"00) Darian Townsend (48"26) Gideon Louw (47"92) Graeme Moore (48"75)            | 3'13"93 | 1     | 3      | Q                |
| 8    | Italia        | Luca Dotto (49"27) Andrea Rolla (49”46) Michele Santucci (48"85) Filippo Magnini (48”20)            | 3'15"78 | 1     | 5      | Q                |
| 9    | Brasile       | Nicolas Oliveira (49"31) Bruno Fratus (48"98) Nicholas Santos (49"68) Marcelo Chierighini (48"17)   | 3'16"14 | 1     | 2      |                  |
| 10   | Canada        | Brent Hayden (48"42) Colin Russell (48"67) Richard Hortness (49"12) Thomas Gossland (50"21)         | 3'16"42 | 1     | 7      |                  |
| 11   | Cina          | Lü Zhiwu (48"92) Zhang Enjian (49"57) He Jianbin (49"67) Shi Tengfei (48"84)                        | 3'17"00 | 2     | 1      |                  |
| 12   | Gran Bretagna | Simon Burnett (50"47) Grant Turner (48"31) James Disney-May (48"99) Craig Gibbons (49"31)           | 3'17"08 | 1     | 6      |                  |
| 13   | Serbia        | Milorad Čavić (48"61) Velimir Stjepanović (49"13) Ivan Lenđer (50"58) Radovan Siljevski (50"47)     | 3'18"79 | 2     | 8      | Record nazionale |
| 14   | Ungheria      | Péter Bernek (50"29) Gergȍ Kis (50"68) Gàbor Balog (51"47) Krisztiàn Takàcs (49"47)                 | 3'21"91 | 2     | 7      |                  |
| 15   | Venezuela     | Cristian Quintero (49"77) Octavio Alesi (50"04) Marcos Lavado (52"59) Crox Acuna (50"28)            | 3'22"68 | 1     | 1      |                  |

### Finale
| Pos.    | Nazione     | Atleti                                                                                              | Tempo   | Corsia | Note |
| ------- | ----------- | --------------------------------------------------------------------------------------------------- | ------- | ------ | ---- |
| Oro     | Francia     | Amaury Leveaux (48"13) Fabien Gilot (47"67) Clément Lefert (47"39) Yannick Agnel (46"74)            | 3'09"93 | 6      |      |
| Argento | Stati Uniti | Nathan Adrian (47"89) Michael Phelps (47"15) Cullen Jones (47"60) Ryan Lochte (47"74)               | 3'10"38 | 5      |      |
| Bronzo  | Russia      | Andrej Grečin (48"57) Nikita Lobincev (47"39) Vladimir Morozov (47"85) Danila Izotov (47"60)        | 3'11"41 | 3      |      |
| 4       | Australia   | James Magnussen (48"03) Matt Targett (47"83) Eamon Sullivan (47"68) James Roberts (48"09)           | 3'11"63 | 4      |      |
| 5       | Sudafrica   | Gideon Louw (48"48) Darian Townsend (48"36) Graeme Moore (48"36) Roland Schoeman (48"27)            | 3'13"45 | 1      |      |
| 6       | Germania    | Benjamin Starke (49"03) Markus Deibler (47"97) Christoph Fildebrandt (48"45) Marco di Carli (48"07) | 3'13"52 | 2      |      |
| 7       | Italia      | Luca Dotto (48"73) Marco Orsi (48"42) Michele Santucci (48"88) Filippo Magnini (48"10)              | 3'14"13 | 8      |      |
| 8       | Belgio      | Dieter Dekoninck (49"42) Jasper Aerents (48"34) Emmanuel Vanluchene (48"46) Pieter Timmers (48"18)  | 3'14"40 | 7      |      |